# 오슈바르트 언드레어

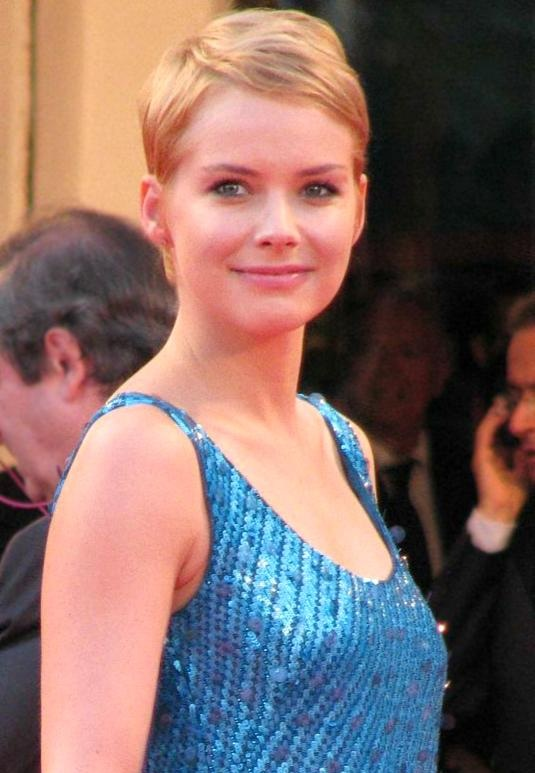

오슈바르트 언드레어(헝가리어: Osvárt Andrea, 1979년 4월 25일 ~ )는 헝가리의 배우, 모델이다.
부다페스트에서 태어났다.

## 방송
- 트랜스포터: 시리즈

## 영화
- 펠리니를 찾아서 (2017년) - 카비리아 역
- 나의 사랑, 그리스 (2015년) - 엘리제 역
- 아니타 B. (2014년) - 모니카 역
- 애프터 쇼크 (2013년) - 모니카 역
- 머터니티 블루스 (2011년)
- 공포의 계곡 (2009년)
- 더블 스파이 (2009년)
- Il Rabdomante (2007년)
- 투 타이거 (2007년) - 질다 역
- 검은 바다 (2006년)
- 스파이 게임 (2001년)
- 콘테미네이티드 맨 (2000년)